# جودی کالینز
جودی کالینز (انگلیسی: Judy Collins؛ زادهٔ ۱ مهٔ ۱۹۳۹) یک موسیقی‌دان اهل ایالات متحده آمریکا است. وی از سال ۱۹۵۹ میلادی تاکنون مشغول فعالیت بوده‌است.